# Црногорска академија наука и умјетности
Црногорска академија наука и умјетности (ЦАНУ) је највиша научна институција Црне Горе, основана 1971. године као Друштво за науку и умјетност Црне Горе (ДАНУ). Скупштина СР Црне Горе је 1976. године законом преименовала дотадашње Друштво у Црногорску академију наука и умјетности.
Највиши орган управљања је Скупштина, у коју улазе сви редовни и дописни чланови. Извршни орган је Предсједништво на челу са предсједником и његовим секретаром, затим два потпредсједника, секретари одјељења и два члана из састава редовних чланова.
Дјелатност Црногорске академије наука и умјетности одвија се у 4 одјељења:
- Одјељење природних наука,
- Одјељење друштвених наука,
- Одјељење хуманистичких наука и
- Одјељење умјетности.

Такође, у саставу ЦАНУ дјелује и Институт за језик и књижевност „Петар II Петровић Његош”, те многобројни одбори и друга радна тијела. У саставу библиотеке дјелују и Одсјек за документацију и архив.
Академија тренутно има 38 чланова у радном саставу (редовних 31 и ванредних 7) и 26 дописних (иностраних) чланова.
Предсједници Друштва, односно ЦАНУ, били су:
- академик Бранко Павићевић (1973—1981)
- академик Бранислав Шошкић (1981—1985)
- академик Мирчета Ђуровић (1985—1989)
- академик Драгутин Вукотић (1989—2002)
- академик Момир Ђуровић (2002—2016)
- академик Драган К. Вукчевић (2016—)

## Критике ЦАНУ и однос државе Црне Горе према академији
Критичари ЦАНУ оптужују као просрпску институцију, првенствено због њене историјске школе која одступа од дукљано-црногорске дисциплине и која Црногорце сматра нацијом српског етничког поријекла и најближе Србима. Критичарима Црногорске академије наука и умјетности смета и то што је претходни предсједник ЦАНУ др Драгутин Вукотић био Србин, али и став ЦАНУ да изрази отпор формирању црногорског језика, остајући при ставу да је матерњи језик Црногораца српски језик. Због ових оптужби, у Црној Гори долази до подвојености научне заједнице и формирања удружења грађана под називом Дукљанска академија наука и умјетности као антитеза званичној црногорској академији. ЦАНУ је често на удару црногорских националиста због њене незаинтересованости за активније учешће у борби за национално признање Црногораца и црногорске суверености, која је задобијена на референдуму 2006. године.
Садашњем предсједнику ЦАНУ, др Момиру Ђуровићу, критичари замјерају и то што се 2007. године, након доношења новог Устава Црне Горе, којим је умјесто дотад српског језика за званични језик Црне Горе проглашен црногорски, сретао са једним од лидера просрпске опозиције Андријом Мандићем. Због овог, Ђуровић је био изложен јавном вређању од стране неких црногорских историчара.
Године 2008. након одлуке црногорских власти о признању једностране проглашене независности Косова од Србије, ЦАНУ је оштро осудила овај акт власти, због чега је опет била изложена вријеђању и академија и њен предсједник.
Због учесталих захтјева удружења грађана ДАНУ да се држава активира у доношењу закона за легализацију њиховог дјеловања. , почетком 2011. године, црногорске власти су предложиле, а почетком 2012. покушале и реализовати спајање ЦАНУ са ДАНУ у јединствену националну академију. Након више сусрета са органима власти Црне Горе, предсједник ЦАНУ др Момир Ђуровић одбија сваку могућност таквог приједлога, наводећи да се нигдје у свијету национална академија не удружује са једном невладином организацијом.
Црногорска академија наука и умјетности је редовни члан Одбора за стандардизацију српског језика.